# Región metropolitana de Lages
La Región Metropolitana de Lages es una región metropolitana de Brasil  creada el 2010 por la ley estatal n°495. Su ciudad sede es Lages, y está formada por 23 municipios conurbanos, 2 en el núcleo metropolitano.

## Municipios

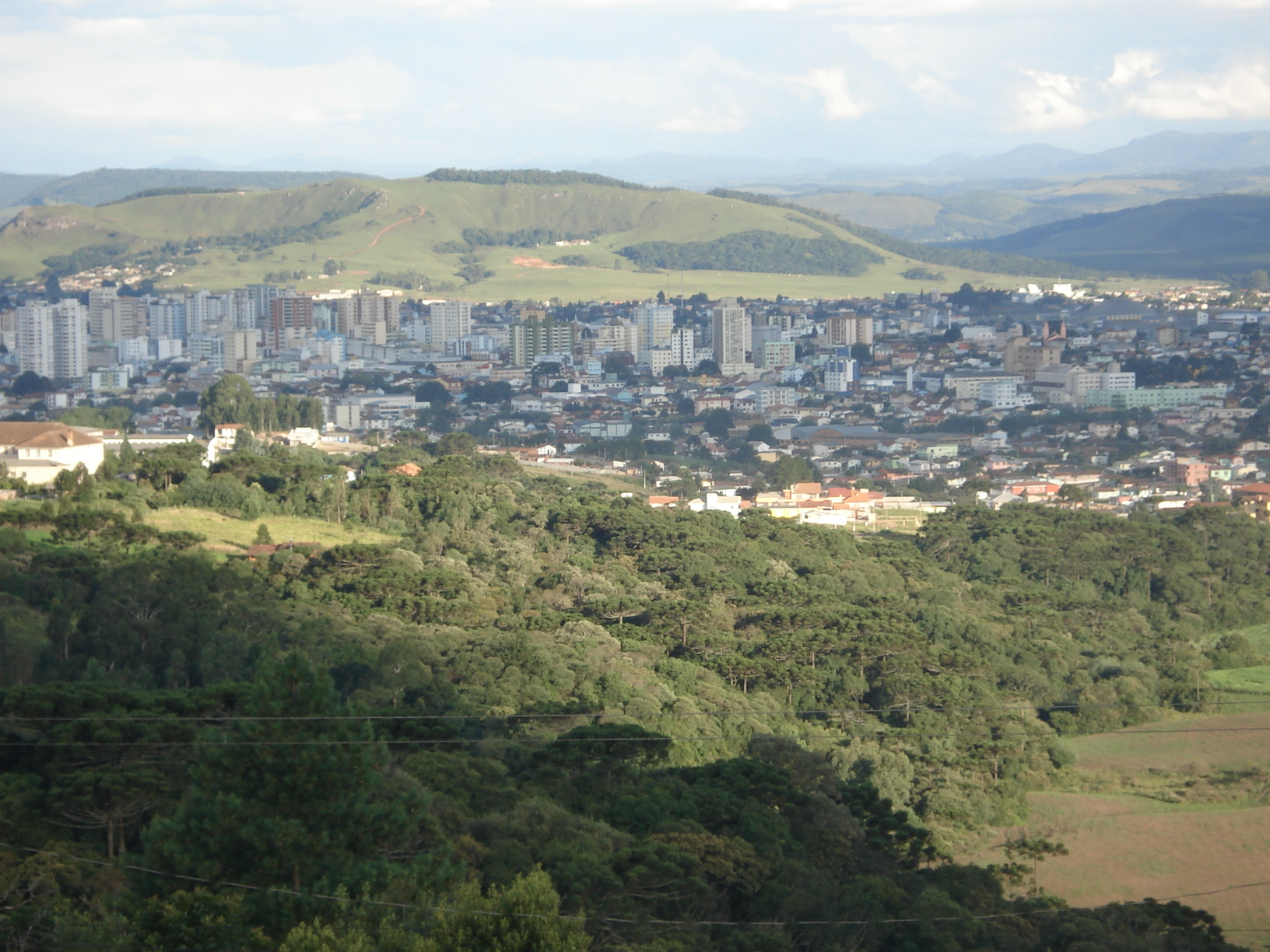
Lages.

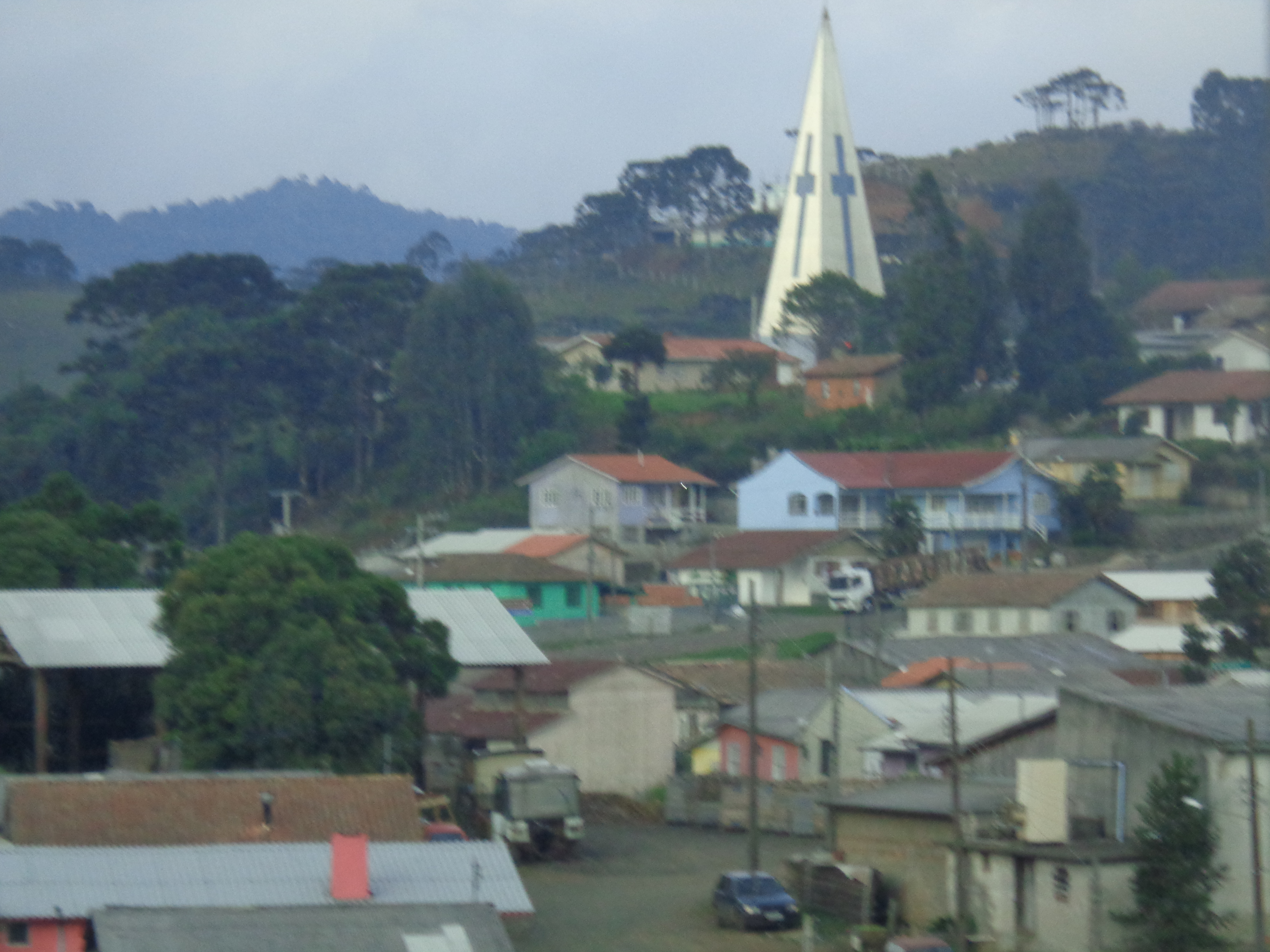
Bom Jardim da Serra.

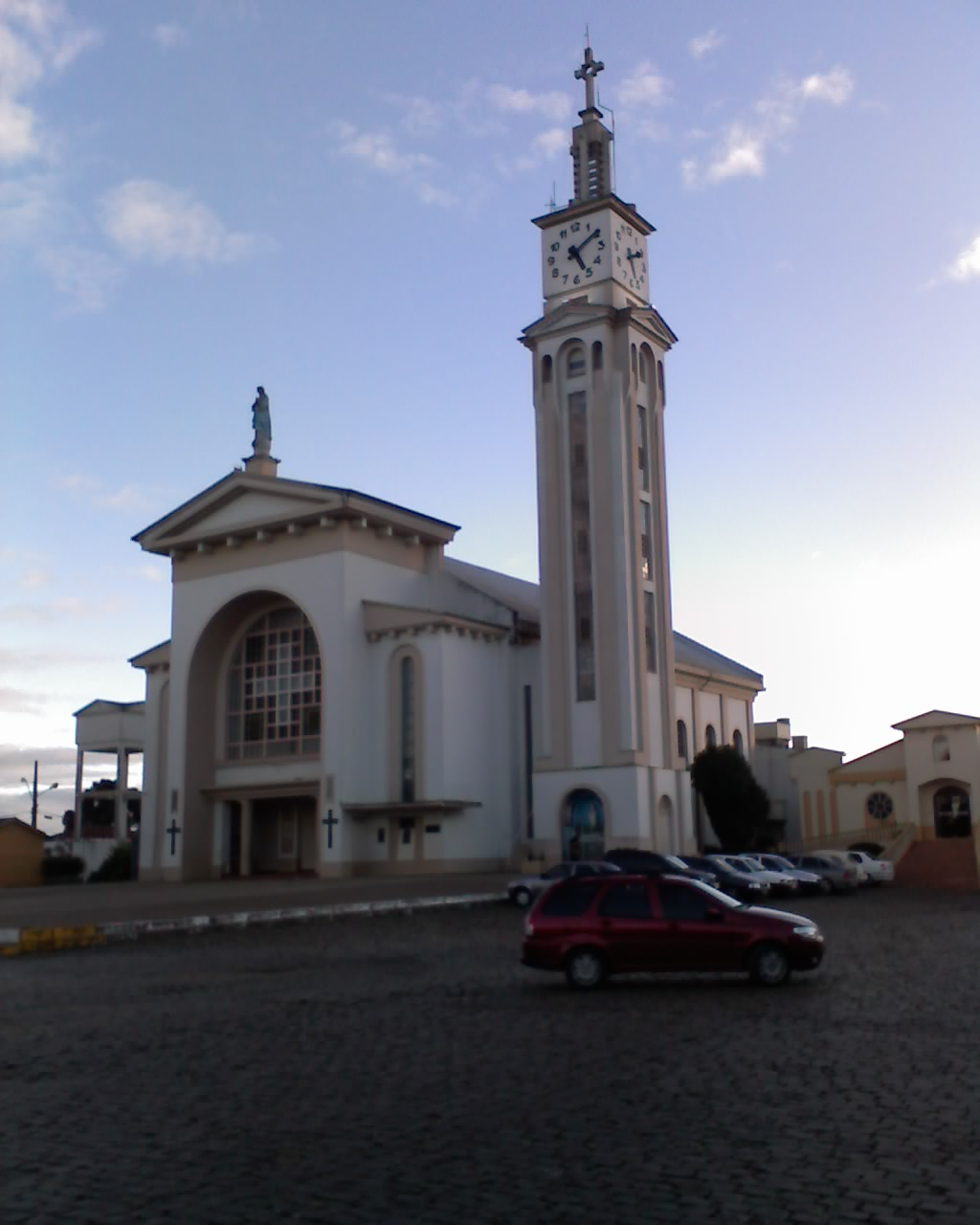
Curitibanos.

| Municipio            | Área (km²)           | Población            | Densidad dem. (hab/km²) |
| Núcleo metropolitano | Núcleo metropolitano | Núcleo metropolitano | Núcleo metropolitano    |
| -------------------- | -------------------- | -------------------- | ----------------------- |
| Correia Pinto        | 651.614              | 14 794               | 22.7                    |
| Lages                | 2 644.313            | 157 158              | 59.4                    |
| Área de expansión    |                      |                      |                         |
| Anita Garibaldi      | 588.612              | 7 313                | 0                       |
| Bocaina do Sul       | 511.101              | 3 474                | 0                       |
| Bom Jardim da Serra  | 935.177              | 4 743                | 0                       |
| Bom Retiro           | 1 055.501            | 8 942                | 0                       |
| Campo Belo do Sul    | 1 027.407            | 7 486                | 7.3                     |
| Capão Alto           | 1 335.280            | 2 753                | 2.1                     |
| Cerro Negro          | 416.774              | 3 417                | 8.2                     |
| Curitibanos          | 952.283              | 39 595               | 41.6                    |
| Frei Rogério         | 157.845              | 2 480                | 15.7                    |
| Otacílio Costa       | 846.576              | 16 348               | 19.3                    |
| Painel               | 738.560              | 2 359                | 3.2                     |
| Palmeira             | 292.216              | 2 550                | 8.7                     |
| Ponte Alta           | 566.754              | 4 895                | 8.6                     |
| Ponte Alta do Norte  | 400.972              | 3 303                | 8.2                     |
| Rio Rufino           | 282.571              | 2 483                | 8.8                     |
| Santa Cecília        | 1 145.321            | 16 918               | 14.8                    |
| São Cristóvão do Sul | 348.963              | 5 598                | 16                      |
| São Joaquim          | 1 888.634            | 27 322               | 14.5                    |
| São José do Cerrito  | 946.243              | 9 273                | 9.8                     |
| Urubici              | 1 019.232            | 11 235               | 11                      |
| Urupema              | 350.037              | 2 465                | 7                       |